# 自然哲学

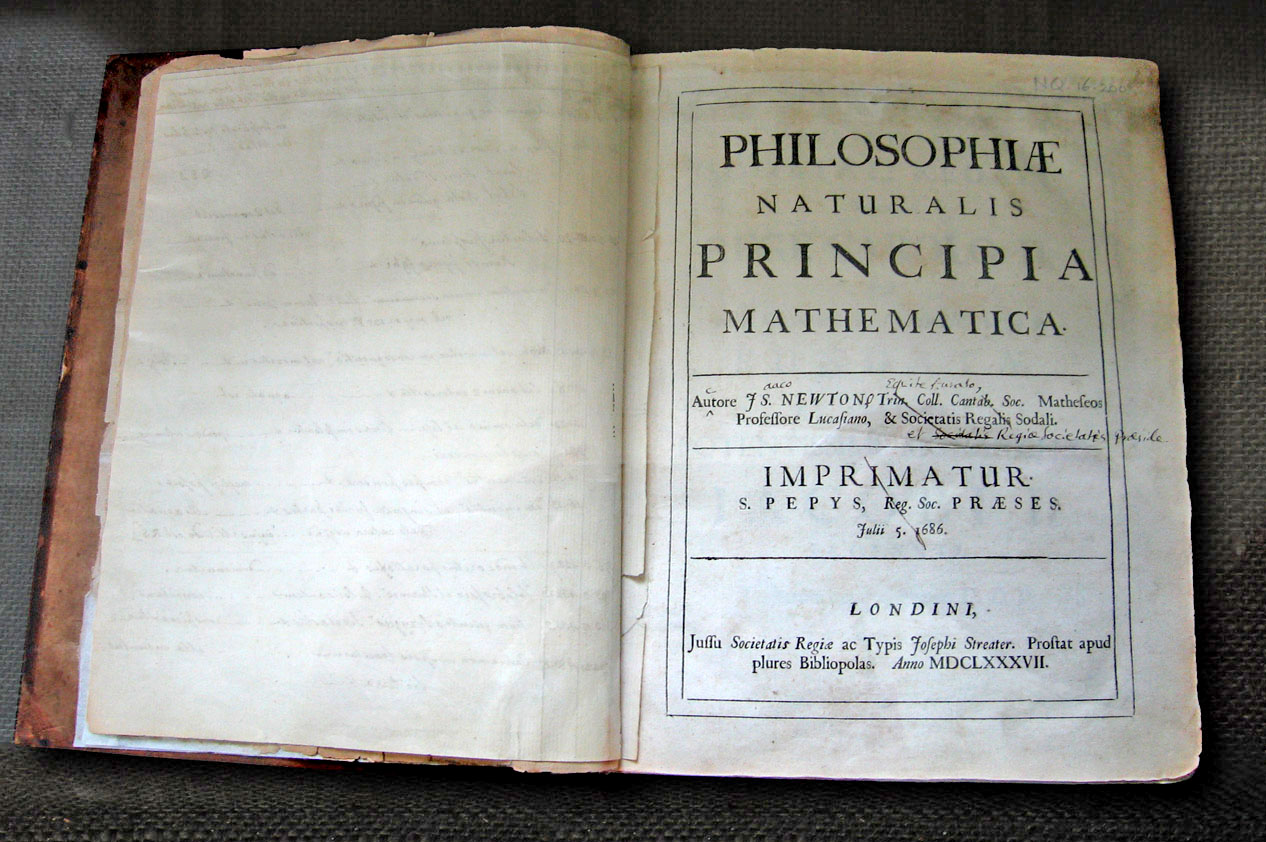
ニュートンの主著『自然哲学の数学的諸原理』通称「プリンキピア」

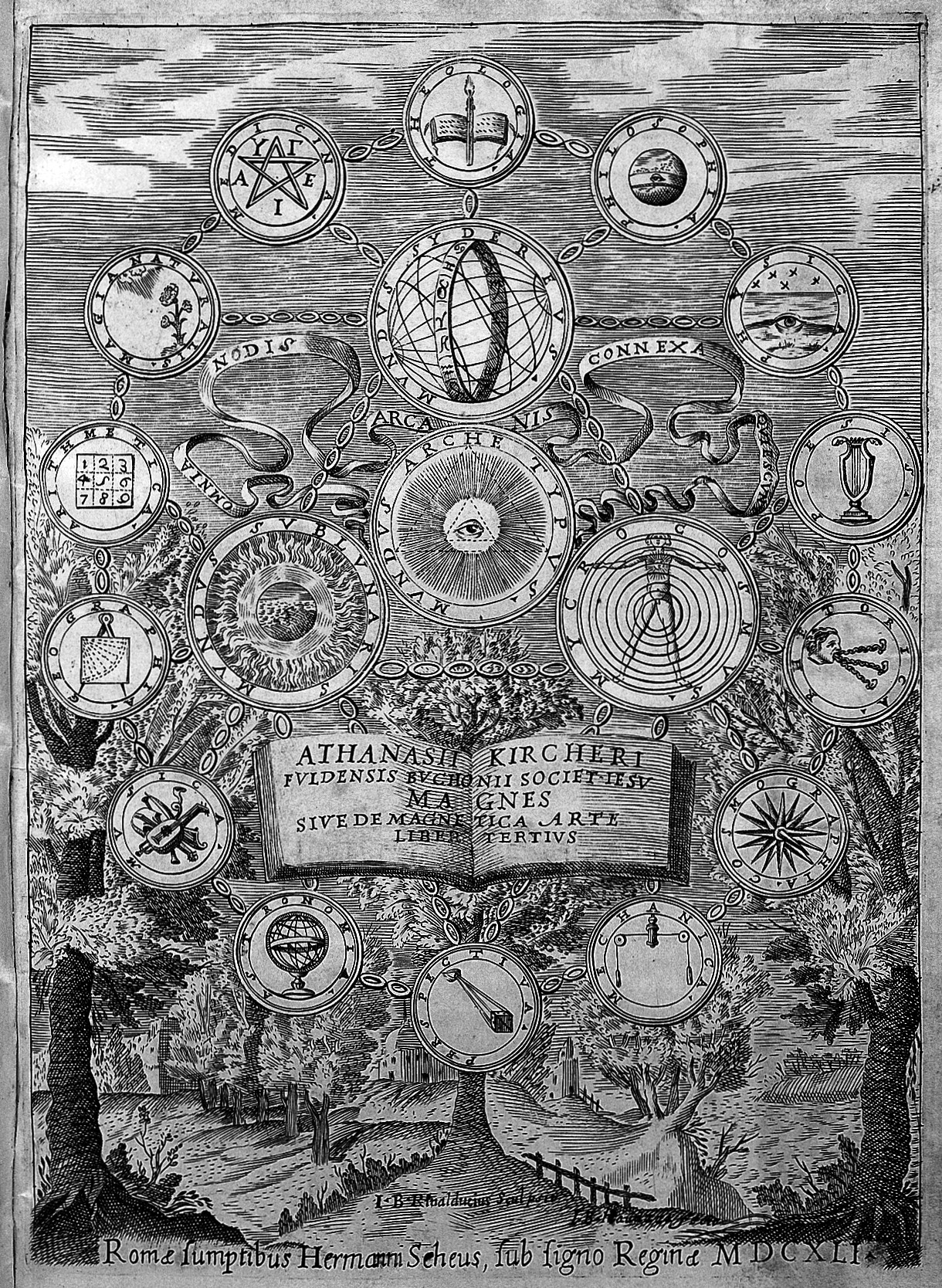
アタナシウス・キルヒャー『磁石あるいは磁気の術について』（1641年）口絵。知識の各分野と神・人間・自然の相互の結びつきが表現されている。外円は神学を頂点にした各分野。内円は「星界」（月より遠くにあるすべてのもの）、「月下界」（地球とのその大気）、「ミクロコスモス」（人間）で、中心にあるのは神の精神たる「原型世界」（羅：mundus archetypus)。

自然哲学（しぜんてつがく、羅: philosophia naturalis）とは、自然の事象や生起についての体系的理解および理論的考察の総称であり、自然を総合的・統一的に解釈し説明しようとする形而上学である。自然学（羅: physica）と呼ばれた。自然、すなわちありとあらゆるものごとのnature（本性、自然 英・仏: nature、独: Natur）に関する哲学である。しかし同時に人間の本性の分析を含むこともあり、神学、形而上学、心理学、道徳哲学をも含む。自然哲学の一面として、自然魔術（羅: magia naturalis）がある。自然哲学は、学問の各分野の間においても宇宙の様々な局面の間でも、事物が相互に結ばれているという感覚を特徴とする。
現在では、「自然科学」とほぼ同義語として限定された意味で用いられることもあるが、その範囲と意図はもっと広大である。「自然哲学」は、主にルネサンス以降の近代自然科学の確立期から19世紀初頭までの間の諸考察を指すといったほうが良いだろう。自然哲学的な観点が、より専門化・細分化された狭い「科学的な」観点に徐々に取って代わられるのは、19世紀になってからである。
自然哲学の探求者の多くは宗教的な人間であり、抑圧的な宗教者と科学者の戦いという図式ではなかった。世界は「自然という書物」であり、神のメッセージだと考えられていたのである。ヨーロッパでは近代まで、ほとんど全ての科学思想家はキリスト教を信じ実践しており、神学的真実と科学的真実の間の相互連結に疑いはなかった。ジョンズ・ホプキンス大学教授ローレンス・M・プリンチペは、科学の探求に無神論的な視点が必要であるという考え方は、20世紀に作られた神話にすぎないと指摘している。

## 起源
その由来は西洋哲学の起源であるタレスらミレトス学派・イオニア学派の「アルケー（根源・始原）の問い」に求めることができ、以後、優れた観察や分析が行われる。
また、アリストテレスを祖とするペリパトス派（逍遥学派）においては、自然哲学（自然学）は、第一哲学（形而上学）と共に「テオーリア（観照・理論）」部門を形成し、倫理学・政治学から成る「プラクシス（実践）」部門と並ぶ哲学の二部門の1つとして扱われるようになった（ここに更に、哲学のための「オルガノン（道具）」としての論理学と、「ポイエーシス（制作学・制作術）」としての弁論術・詩学が加わる）。

## 中世 - 近代
中世、古代ギリシャの『自然学』的自然観がアルベルトゥス・マグヌスの検証紹介以降にほぼドグマ化したスコラ学の下では、自然哲学は停滞するが、ルネサンス期を経て、ベーコンやデカルトらによって近代科学的方法が確立されると、哲学的諸問題に対する自然哲学の重要性はさらに増した。一方で、それは自然哲学と自然科学とが分離する前触れでもあった。ドイツ観念論における自然哲学は分離しつつあった両者を哲学的原理から統合しようとする試みとして捉えることができる。

### 生物学
生物学において、この時期に盛んであった比較解剖学が、多くこの流れを受けている。ゲーテもこの分野に多くの影響を与えた。彼は植物において花弁や萼がいずれも葉の変形であることを見出し、このような変形を変態と呼んで、生物の構造の発展に重要なものと考えた。さらに後の研究者はこのような観点から、多様な生物の形態にはその基本となる『型』が存在すると考えた。このような考えは例えば相同器官、相似器官といった概念を生み出し、あるいは同一構造の繰り返し構造(体節など)を認めることで動物の体制の理解などを推し進めた。しかしそれは往々にして恣意的な想像を広げることとなり、たとえばサン・ティレールは節足動物の付属肢と脊椎動物の肋骨を相同とする論を述べた。これには実証主義を掲げて比較解剖学を刷新したキュビエが強く反対し、大論争の末にキュビエが勝ったのは有名である。
他方、キュビエは実証主義にこだわって思想性を失った結果、天変地異説を唱えてラマルクの進化論に反対する等、大局的には大きく見誤ったといえる。むしろ自然哲学の流れの最後尾に属するラマルク（彼は当時から『最後の哲学者』といわれた。これには揶揄の意が込められていた）が内容は誤っていたが進化論を創造した点は重要であると八杉竜一は述べている。
なお、比較解剖学の思想的な流れは19世紀に発生学に受け継がれる。発生学の中で比較発生学という流れが起こり、この分野が比較解剖学が生んだ相同性などの考え方の裏付けを作り始める。同時にこれらの分野が生んだ進化論が表舞台に出ると、比較発生学はそれを裏付けると同時に、それを適用することで系統論を生み出した。その方向の頂点に立つヘッケルはこの視点を徹底化することで全動物群の系統を論じることを可能にしたが、その過程で事実の様々な歪曲を行っている。これが後の世代から批判されることとなったのは、観念論的解剖学がキュビエの餌食になったのの二の舞を演じているように見える。ちなみにヘッケルが生物学の歴史を論じているものの中で、彼は観念論的解剖学を高く評価するとともにキュビエの立場をつまらない、低級なものとこき下ろしている。

## 近代 - 現代
19世紀以降、近代科学の発展や細分化などに伴い、これまで区別が曖昧であった自然科学と自然哲学の両者は完全に分離して考えられるようになった。現在では自然科学諸分野の知識を包括的・全体的に捉えた考察に対して限定的に用いられることがあるが、「自然哲学」を標榜する哲学者は極めて少ない。
しかし、これは「自然哲学」の消滅、もしくは、哲学と自然科学とが相反するものであることを示すものではない。現在においても自然科学の成果を踏まえる形での哲学的考察は多くの哲学者によって行われており、現在においても両者の親和性は高い。加えて、現代哲学は、過去の哲学を否定するものではない。こうした意味でも、現在でも自然哲学は生きていると考えられる。